# Gryta majorsboställe

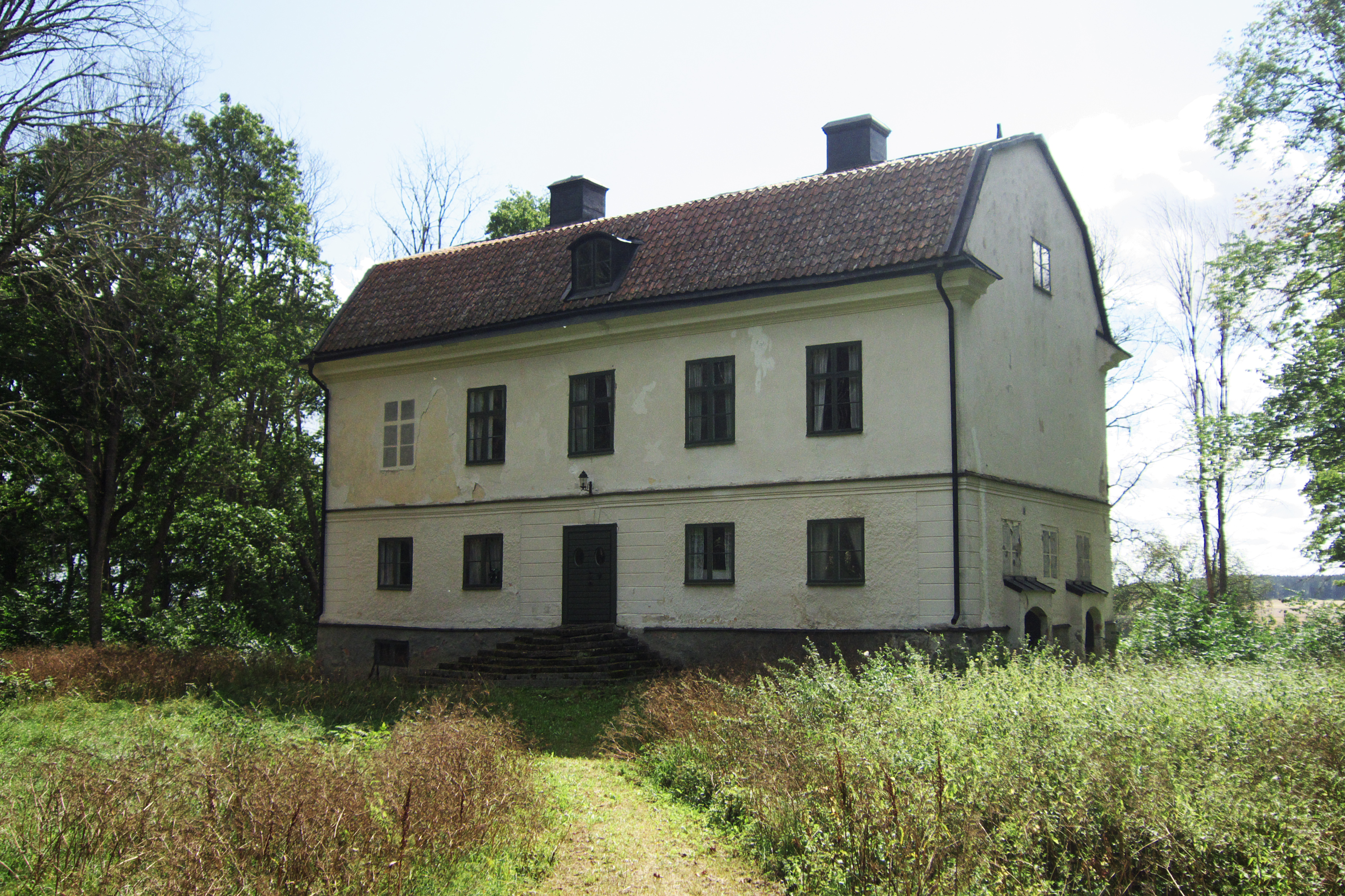
Gryta majorsboställe.

Gryta majorsboställe är ett byggnadsminne i Gryta socken i Enköpings kommun, Uppsala län. År 1993 förklarades bostället som byggnadsminne. Den ursprungliga inredningen har bevarats.

## Historia
Gryta var ursprungligen en by, kyrkby i Gryta socken och den by som gett socknen dess namn. Den förekommer i dokument första gången 1292 då Magnus Johansson (Ängel) testamenterade 7 örtugsland jord i Gryta (in Grytum) till Balingsta kyrka. 1341 uppges Torstuna kyrka äga 7 penningland jord i Gryta, som skall ha kommit i kyrkans ägo i samband med Birger Magnussons kröning 1302. Elin Jönsson bekräftade 1382 sin make väpnaren Gisle Uddssonss gåva av tre markland jord i Gryta till Uppsala domkyrka för firande av hans dödsdag där. 1479-1536 brukades Uppsala domkyrkas jord där av tre landbönder. Från 1538 finns även prästgården dokumenterad som en fjärde gård i Gryta, troligen ingick den redan under 1200- och 1300-talen omtalade jorden som då ägdes av Balingsta och Torstuna kyrkor.
Uppsala domkyrkas jord hamnade under 1500-talet som Sankt Eriksjord under kronan och donerades 1612 till översten Rickard Isaksson Rosencrantz. Gryta ärvdes 1621 av hans son Johan Rosencrantz, som avled ung 1644. Det ärvdes då av hans son Lennart Gustaf Rosencrantz som avled 1672. Med honom utslocknade släkten på manssidan och Gryta övergick till hans syster gift med Georg von der Osten genannt Sacken. Gryta säteri blev indraget i samband med reduktionen och anslogs då som majorsboställe vid Livregementet till häst. I samband att godset drogs in fanns redan en karaktärsbyggning, varför något nytt majorsboställe inte uppfördes, utan den gamla sätesbyggnaden användes. Under Stora nordiska kriget växlade innehavarna av posten snabbt och få kom att bo här, och bostället förföll. Jorden brukades i stället av två bondgårdar 200 meter väster om säteriet. Det är oklart om dessa låg vid den gamla bytomten eller om den i själva verket legat på säteriets plats och att bondgårdarnas läge flyttats ut.
År 1724 dömdes den gamla manbyggnaden ut och 1734 auktionerades resterna ut och byggnaden revs. År 1730 hade dåvarande majoren Albrecht Schönström i stället låtit uppföra en flygel till den äldre mangården vilken var tänkt att fungera som tillfällig bostad tills en ny byggnad kunde uppföras, vilket dock dröjde ända fram till 1780-talet. 
År 1752 antogs en ny förordning för officersboställen, där man nu stadgade om stenbyggnader i stället för trä. Avsikten var att spara trä, minska risken för brand och att minskat underhåll skulle göra dem billigare. I praktiken kom dock uppförandet av dessa stenhus att kosta tre gånger så mycket som motsvarande trähus, och redan 1770 upphävdes Carl Hårlemans normalritning för majors- och överstelöjtnantsboställen av år 1752. Byggnationen drog dock ut på tiden och först 1782 påbörjades bygget och 1786 stod det nya majorsbostället klart. Enligt andra uppgifter uppfördes den nya huvudbyggnaden 1778. Då hade den gamla flygeln redan omkring 1770 blivit så förfallen att den måste rivas och ersättas av en ny byggnad.
Många av officerarna som var adliga hade dock egna gods och bättre boställen, och kom därför inte att bo här. Vid mitten av 1780-talet arrenderades Gryta ut till adjutanten Winström och brukades därefter av kronobefallningsmannen i Håbo härad, Sven Askroth. Under början av 1800-talet beboddes Gryta främst av lägre officerare och bönder. 1832 tillträdde kaptenen vid Livregementet till häst, Carl Gustaf Bergenstråhle som arrendator, och han kom att stanna här ända fram till 1876. Under dessa år var han faktiskt innehavare av bostället som major vid Livregementet under 15 år. Under hans tid förbättrades byggnaderna betydligt. Under hans tid drogs bostället in till kronan och officerarna erhöll i stället kontant lön. Under den följande tiden kom Gryta i stället att arrenderas ut till bönder. På 1910-talet uppfördes nya ekonomibyggnader, 1908 timrades ladugården och stallet, 1910 uppfördes på östra sidan av ladugården ett kombinerat magasin med vagnshus och 1915 uppfördes en stor loge i stolpverk med brädpanel på ladugården. Vid mitten av 1970-talet sålde Domänverket av Gryta majorsboställe, redan 1973 hade mangårdsbyggnaden med kringliggande byggnader styckats av.